# Beyond a Steel Sky
Beyond a Steel Sky ist ein Computerspiel des britischen Spieleentwicklers Revolution Software. Das im Juni 2020 erschienene 3D-Adventure knüpft unmittelbar an den 26 Jahre zuvor vom gleichen Entwickler in 2D entwickelten Cyberpunk-Klassiker Beneath a Steel Sky an. Zentrales Thema der im Spiel etwa zehn Jahre nach dem Finale des Vorgängers einsetzenden Handlung um den Spielhelden Robert Foster, ist erneut eine dystopische Zukunft, in der alle Menschen von einer Künstlichen Intelligenz kontrolliert werden.

## Handlung
Ort der Handlung ist ein lebensfeindliches, dystopisches Australien der Zukunft, das von sechs von Firmen regierten Stadtstaaten dominiert wird, die durch „The Gap“, das von nur wenigen Menschen bewohnte Outback, voneinander getrennt sind. Einer der Stadtstaaten ist Union City. Die Handlung von Beyond a Steel Sky setzt zehn Jahre nach der des Vorgängers ein. Robert Foster, der Protagonist beider Spiele, war im ersten Teil der Serie mit einem Hubschrauber über Union City abgestürzt, das zu diesem Zeitpunkt von einer Künstlichen Intelligenz namens LINC kontrolliert wurde. Im Rahmen seiner Flucht aus der Stadt gelang es ihm, LINC zu überwinden und seinen selbstgebauten Roboter Joey als oberste Kontrollinstanz der Stadt zu installieren. Der zweite Teil beginnt damit, dass Robert Foster seither in seinem Heimatdorf ein ruhiges Leben geführt hat. Beim Angeln an einem See mit dem Dorfbewohner Max und dessen Sohn Milo, taucht plötzlich ein im Spiel als „Stalker“ bezeichneter Mech auf, dem Soldaten entsteigen und Milo entführen. Foster verspricht Milos’ Mutter ihren Sohn zurückzubringen und macht sich an die Verfolgung des Stalkers, was ihn zurück nach Union City führt.
Mittels einer ID-Karte, die er vor der Stadt an der Leiche des verstorbenen Union-City-Bewohners Graham Grundy gefunden hat, gibt sich Foster als dieser aus. Die Stadt wird mittlerweile von einer verbesserten künstlichen Intelligenz namens MINOS kontrolliert. Fosters ehemaliger bester Freund Joey hat eine scheinbare Utopie eingeführt, die zwar vordergründig Glück und Zufriedenheit der Bewohner als oberste Maxime propagiert, diese aber mittels totaler Kontrolle jedes Einzelnen überwacht und als kontraproduktiv eingeschätzte Handlungen durch Roboter brutal unterbindet. Der „Wert“ des Einzelnen bemisst sich in seinem „Qdos“-Wert, der auf der körperlichen Fitness und dem sozialen Status der Person beruht, und die Bewohner müssen kontinuierlich hart arbeiten und gute Taten vollbringen, um ihr Qdos-Level zu halten und den Zugang zu darauf basierenden Privilegien nicht zu verlieren. Fosters Suche nach Milo wird erschwert durch die Tatsache, dass der echte Graham Grundy einen sehr niedrigen sozialen Status hatte, übergewichtig war und im Streit mit den Behörden lag. Indem er seinen Qdos-Wert erhöht, verschafft sich Foster Zugang zu Teilen von Union City, die dem echten Grundy nicht offen standen, bis er das Mysterium um Milos Entführung schließlich lösen und eine Verschwörung aufdecken kann.

## Spielprinzip und Technik
Im Gegensatz zum Vorgänger ist Beyond a Steel Sky ein 3D-Adventure. In Echtzeit berechnete Charaktere agieren vor ebenfalls in Echtzeit berechneten Kulissen. Die 3D-Modelle werden dabei durch Cel Shading verfremdet, um dem Spiel einen comicartigen Look zu verleihen, für den wie beim Vorgänger der Illustrator Dave Gibbons als Artdirector verantwortlich zeichnete. Das Spiel wird aus der Third-Person-Perspektive gespielt, das heißt, der Spieler schaut der Spielfigur Robert Foster über die Schulter. Mit Maus und Tastatur kann er sich in der Spielwelt frei umschauen und bewegen. Das Benutzerinterface ist ein Hybrid aus einer klassischen Point-and-Click-Steuerung und einer automatischen, Cursor-losen Objekterkennung. Befindet sich Foster in der Nähe eines Objekts, mit dem er interagieren kann, wird dieses durch ein kleines Namensschild hervorgehoben, und der Spieler kann mit einem Mausklick ein kontextsensitives Menü aufrufen, um mit dem Objekt zu interagieren. Foster kann so Objekte untersuchen, aufnehmen und manipulieren sowie mit NPCs kommunizieren. Die Kommunikation verläuft über eine Single-Choice-Selektion, wobei das Spiel Themen vorgibt, über die sich Foster mit einem NPC unterhalten kann. In das Spiel sind Minispiele integriert, beispielsweise muss Foster mehrmals technische Geräte „hacken“, indem er in einem Knobelspiel Schaltkreise austauscht. Schaltkreise können dabei auch zwischen Geräten und Robotern ausgetauscht werden, was oft zu überraschenden Verhaltensänderungen der Empfänger führt.
Die gesamte Spielzeit beträgt etwa zehn Stunden. Die Vorgeschichte wird in Form eines teilanimierten, in 2D gehaltenen Comics erzählt, so dass für das Verstehen der Spielhandlung keine Kenntnis des Vorgängerspiels vonnöten ist.

## Entwicklungs- und Veröffentlichungsgeschichte
In einem 2020 geführten Interview gab Revolution-Geschäftsführer Charles Cecil an, bereits 1995 mit Dave Gibbons über einen Nachfolger zu Beneath a Steel Sky diskutiert zu haben. An die Öffentlichkeit gelangten die Pläne zunächst nicht. Erste Gerüchte kamen 2004 auf, als Cecil öffentlich darüber räsonierte, dass die Firma erste Schritte in Richtung eines Nachfolgers zu einem ihrer Spiele unternommen habe. Dass tatsächlich erste Arbeiten an einem Nachfolger zu Beneath a Steel Sky aufgenommen wurden, gab der Entwickler Revolution Software aber erst im September 2012 bekannt. Als Zeitpunkt des Produktionsbeginns wurde die Fertigstellung des zu diesem Zeitpunkt in Arbeit befindlichen Broken Sword – The Serpent’s Curse avisiert, das im Dezember 2013 erschien und auf dem deutschen Markt unter dem Titel Baphomets Fluch: Der Sündenfall erhältlich ist. Die Fortsetzung der Broken-Sword- bzw. Baphomet-Serie war mithilfe einer Kickstarter-Kampagne finanziert worden, bei der Revolution als sogenanntes Stretch-Goal für das Erreichen der Eine-Million-Marke in Aussicht gestellt hatte, zusätzlich auch eine Fortsetzung zu Beneath the Steel Sky zu entwickeln. Die Kampagne blieb mit € 771.561 zwar deutlich unterhalb der Millionen-Grenze, aber die positive Reaktion auf die Ankündigung und das anhaltende Interesse von Fans an einem weiteren Steel Sky bewog das Studio, an entsprechenden Plänen festzuhalten.
Über den Fortschritt der Produktion schwieg sich Revolution Software weitgehend aus, bis 2019 erstmals ein Veröffentlichungsdatum genannt wurde: Beyond a Steel Sky sollte im September 2019 als Launchtitel für Apples Spiele-Abonnementdienst Apple Arcade erscheinen, also für Endgeräte mit den Betriebssystemen iOS, macOS oder tvOS. Durch die finanzielle Unterstützung durch Apple konnte der Spielumfang deutlich ausgebaut werden. Nach einigen Verzögerungen erschien Beyond a Steel Sky schließlich am 25. Juni 2020 zunächst exklusiv auf Apple Arcade. Im Juli 2020 folgte eine Version für Windows- und Linux-Computer, die über die digitale Vertriebsplattform Steam erschien. Im März 2021 erschien das Spiel auch auf der Plattform GOG.
Für die Produktion nutzte Revolution Software nicht die hauseigene Spiel-Engine Virtual Theatre, in der der Vorgänger und die meisten anderen Adventures der Firma entstanden, die aber keine 3D-Darstellung ermöglicht. Während die Firma für das 3D-Adventure Baphomets Fluch: Der schlafende Drache die Engine RenderWare und für Baphomets Fluch: Der Engel des Todes die Engine Emmersion des britischen Entwicklers Sumo Digital genutzt hatte, wurde Beyond a Steel Sky mittels der Unreal Engine 4 realisiert. Das Spiel verfügte zunächst ausschließlich über eine englische Sprachausgabe. Eine geplante deutsche Version musste auf Grund der COVID-19-Pandemie verschoben werden, wurde dann aber zusammen mit der französischen Lokalisation im September 2020 nachgereicht. Die Veröffentlichung einer Portierung des Spiels auf Konsolen von Microsoft, Nintendo und Sony wurde von Microïds für November 2021 angekündigt, verschob sich aber aufgrund logistischer Probleme je nach Region und Plattform. In den meisten Regionen erschienen die Konsolenfassungen im Dezember 2021.

## Rezeption
Beyond a Steel Sky erhielt gute bis gemischte Bewertungen. Die Rezensionsdatenbank Metacritic aggregiert 28 Rezensionen zu einem Mittelwert von 70.
Die deutschsprachige Zeitschrift PC Games stellte heraus, dass Revolution Software mit Beyond a Steel Sky ein spannendes Gesellschaftsbild zeichne, das die Kontrolle des Einzelnen durch technologischen Fortschritt in den Mittelpunkt stelle. Das Spiel halte während der gesamten Spielzeit eine konstant hohe Motivationskurve, biete eine überzeugende Story und verfüge über jede Menge Witz. Redakteur Maci Naeem Cheemad lobte eine „Vielzahl an toll geschriebenen Charakteren“, eine „enorm hübsche Comic-Präsentation“ sowie die Spielgrafik, der es gelänge, die „farbenfrohe und überglückliche Stimmung von Union City perfekt einzufangen“. Er kritisierte die Auflösung der Story und damit das Ende des Spiels als wenig gelungen und merkte negativ an, dass es im Spielablauf bei Fehlentscheidungen des Spielers mehrere Sackgassen gäbe, die das Spiel in einen unlösbaren Zustand versetzten. In Summe sei Beyond a Steel Sky „Pflicht für jeden Adventure-Fan“. Das englischsprachige Fachmagazin Adventure Gamers wies darauf hin, dass Beyond a Steel Sky deutlich einfacher sei als sein Vorgänger, was unter anderem darauf zurückzuführen sei, dass Rätsel aus Basis des Inventars des Spielers nur einen sehr geringen Teil der Spielherausforderungen ausmachten. Nur in der ersten Spielstunde spiele sich Beyond a Steel Sky wie ein klassisches inventarbasiertes Adventure, während die zweite Hälfte des Spiels fast ausschließlich aus Erforschen, Hacking-Sequenzen und Dialogen bestünde. Als wichtiges Element der Spielerfahrung wurde der Roboter Joey hervorgehoben, der der „vielleicht großartigste (...) Adventure-Sidekick nach Max aus der Spielereihe Sam & Max sei. “Positiv hervorgehoben wurde die lebendige und immersive Spielwelt, die „Ehrfurcht einflößende“ Optik, die dem Spiel „den Look einer coolen (...) Graphic Novel“ verleihe, sowie das Hilfesystem, das an das System alter Infocom-Textadventures erinnere. Kritisiert wurden zahlreiche kleine technische Unzulänglichkeiten, die langsame Gehgeschwindigkeit Fosters, die schlecht mit der großen Spielwelt korreliere, sowie die häufige Verwendung des Hacking-Minispiels, das zunehmend repetitiv wirke. Das Magazin wertete in Summe, Beyond a Steel Sky sei ein würdevolles, eigenständiges und modernes Adventure, das nicht einfach seinen Vorgänger imitiere, wodurch es Fans klassischer Spiele wie auch Neueinsteiger in das Steel-Sky-Universum anspreche. 4Players lobte die Science-Fiction-Architektur von Dave Gibbons sowie die Dialoge, die „unterhaltsame Wortspielen und wohl dosierten Klamauk“ enthielten, dabei „nie in belangloses Plappern“ abglitten und angenehm vertont seien. Zahlreiche technische Fehler des Spiels führten zu einer mittelmäßigen Wertung des Magazins, da sie Redakteur Benjamin Schmädig „irgendwann glatt aus dem Spiel gerissen“.
Die britische Wochenzeitung The Telegraph zeigte sich fasziniert davon, dass Beyond a Steel Sky Werte und Normen der Spielwelt des Vorgängers um 180 Grad gedreht und die Dystopie in eine vordergründige Utopie verwandelt habe, und stellte Vergleiche zum chinesischen Sozialkredit-System an. Redakteur Tom Hoggins lobte insbesondere die überkandidelten Charaktere, die ein elanvolles Overacting zeigten und immer wieder durch einen komplementären, „eigenartigen“ Pragmatismus Fosters zurück auf den Boden der Tatsachen geholt würden. Er urteilte, das Spiel sei „mit jedem Bit ein klassisches Point-and-Click-Adventure“, das „klug, lustig und gutaussehend“ sei und Sinn für moderne Themen habe. Die Fähigkeit von Revolution Software, komplexe und geistreiche Denkaufgaben zu gestalten, sei nie so stark hervorgetreten wie in Beyond a Steel Sky. Der britische Guardian stellte heraus, dass Beyond a Steel Sky eine „orthodoxe“ Herangehensweise an das Genre Science-Fiction zeige, indem es sich mit den sozialen Abgründen einer futuristischen Welt beschäftige, statt wie viele moderne Science-Fiction lediglich konventionelle Geschichten mit einer futuristischen Ästhetik zu unterlegen. Redakteur Simon Parkin wertete, Beyond a Steel Sky sei nach Behebung der zahlreichen technischen Fehler auf dem Weg, ein „moderner Klassiker“ zu werden.